# 陽江戰役

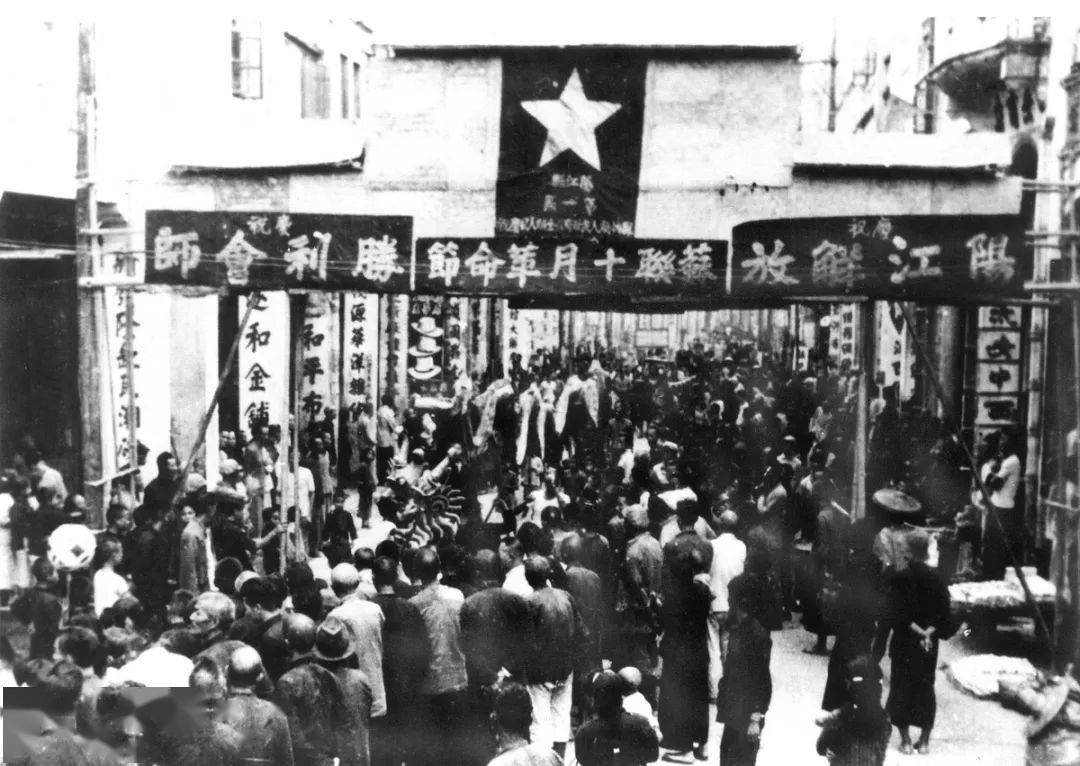
阳江民众庆祝阳江解放

陽江戰役，是第二次國共內戰中廣東戰役的一部分。中國人民解放軍第二野戰軍第4兵團在廣東省陽江地區追殲國軍劉安祺第二十一兵團。戰役從1949年10月17日開始，26日結束，由廣州撤退的國軍第二十一兵團及第39軍等部被全殲，其中被俘2.7萬餘人。